# Svatopluk Fröde
Svatopluk Fröde (* 12. listopadu 1940 – 25. února 1986 Broumov) byl československý a český zápasník–judista a trenér. 

## Sportovní kariéra
S judem začínal jako většina chlapců v 50. letech dvacátého století v královéhradeckém kraji. Při středních školách/ učilištích byli pro zájemce zřizovány kurzy sebeobrany jiu-jitsi, které metodicky zastřešoval Vladimír Lorenz z Hradce Králové. Kurzy vedli Lorenzem proškolení instruktoři a ti mu následně posílali šikovné chlapce k pokročilejšímu tréninku do klubu Spartak ZVÚ.
Na podzim 1959 nastoupil základní vojenskou službu v Plzni, kde bylo situováno armádní sportovní judistické družstvo (ASD) vedené Jiřím Synkem. V dubnu 1960 získal svůj první titul mistra republiky mezi muži v pérové (pololehké) váze do 63 kg. Na květnové mistrovství Evropy v Amsterdamu však dostali v nominace přednost z vyšších vah pražský Jaroslav Klenot a gottwaldovský Leopold Pišín – na ME se zápasilo v nejnižší lehké váze do 68 kg. Své premiéry na mistrovství Evropy se dočkal až za rok Miláně v soutěži lehkých vah do 68 kg. V roce 1962 figuroval v předběžné nominaci na mistrovství Evropy v německém Essenu, ale na ME nakonec nestartoval.
V roce 1963 se vrátil z vojny do civilu. Jeho domovský klub Spartak Hradec Králové ZVÚ však řešil existenční krizi po odchodu Vladimíra Lorenze do Prahy a ligovou sezonu tak dokončil v barvách TJ VTŽ Chomutov. V roce 1964 startoval na mistrovství Evropy ve východním Berlíně, ale vypadl hned v úvodním kole s Italem Bruno Carmenim.
Již v mladém věku si pořídil rodinu a po návratu z vojny byl zaměstnaný v n.p. Transporta na jeho detašovaném pracovišti 02 v Olivětíně nedaleko Broumova jako slévač, formíř. V roce 1966 dostal od zaměstnavatele ultimátum nebo sportovní kariéra nebo dobře placená práce v těžkém průmyslu. Podnik již odmítal tolerovat jeho absence na reprezentačních soustředěních, ligových soutěžích a dalších závodech. V roce 1965 zameškal 42 hodin práce a způsobil tak podniku ztrátu 60 000 Kčs. Kvůli rodině nakonec zvolil druhou možnost, zanechal sportovní kariéry. V roce 1967 ještě startoval na svém čtvrtém mistrovství Evropy v italském Římě. V lehké váze do 70 kg dosáhl svého největšího úspěchu postupu do semifinále základní skupiny, ve kterém prohrál se sovětským reprezentantem Olegem Stěpanovem. Stěpanov však svoji základní skupinu nevyhrál a tím pro něj padla šance na umístění v opravách. Šéftrenér reprezentace Václav Bříza oceňoval jeho zápal pro sport a poctivost v tréninku.
V roce 1968 jako po několikáté dříve nepřijel na mistrovství republiky, nedostal od zaměstnavatele propustku. Na větších judistických závodech se již neobjevil. Doma v Martínkovicích nedaleko Broumova založil sportovní oddíl, ve kterém vyučoval zájemce sebeobranu jiu-jitsi. Zemřel předčasně po dlouhé nemoci v roce 1986 v 45 letech.

### Výsledky
| Turnaj             | Turnaj            | 1959                | 1960                | 1961                | 1962                | 1963                | 1964                | 1965              | 1966              | 1967              |
| Turnaj             | Turnaj            | 19                  | 20                  | 21                  | 22                  | 23                  | 24                  | 25                | 26                | 27                |
| Turnaj             | Turnaj            | –68 kg (lehká váha) | –68 kg (lehká váha) | –68 kg (lehká váha) | –68 kg (lehká váha) | –68 kg (lehká váha) | –68 kg (lehká váha) | –70 kg (lehká v.) | –70 kg (lehká v.) | –70 kg (lehká v.) |
| ------------------ | ----------------- | ------------------- | ------------------- | ------------------- | ------------------- | ------------------- | ------------------- | ----------------- | ----------------- | ----------------- |
| Olympijské hry     | Olympijské hry    |                     |                     |                     |                     |                     | —                   |                   |                   |                   |
| Mistrovství světa  | Mistrovství světa |                     |                     |                     |                     |                     |                     | —                 |                   | —                 |
| Mistrovství Evropy | A:                | —                   | —                   | úč.                 | —                   | —                   | úč.                 | —                 | úč.               | úč.               |
| Mistrovství Evropy | O:                | —                   | —                   | úč.                 | —                   | —                   | —                   | —                 | úč.               | úč.               |
| Mistrovství ČSSR   | Mistrovství ČSSR  | 2.                  | 1.                  | 1.                  | 2.                  | —                   | 3.                  | —                 | —                 | 1.                |